# Fårad örtblomfluga
Fårad örtblomfluga (Cheilosia means) är en tvåvingeart som först beskrevs av Fabricius 1798.  I den svenska databasen Dyntaxa används istället namnet Cheilosia hercyniae. Fårad örtblomfluga ingår i släktet örtblomflugor, och familjen blomflugor.
Artens utbredningsområde är Italien. Arten förekommer tillfälligt i Sverige, men reproducerar sig inte. Inga underarter finns listade i Catalogue of Life.